# Bory Bagienne nad Bukową
Bory Bagienne nad Bukową este o arie protejată (sit de importanță comunitară — SCI) din Polonia întinsă pe o suprafață de 532,2 ha, integral pe uscat.

## Localizare
Centrul sitului Bory Bagienne nad Bukową este situat la coordonatele 50°33′42″N 22°27′25″E / 50.5618°N 22.4569°E.

## Înființare
Situl Bory Bagienne nad Bukową a fost declarat sit de importanță comunitară în octombrie 2009 pentru a proteja 1 specie de animale.

## Biodiversitate
Situată în ecoregiunea continentală, aria protejată conține 4 habitate naturale: Fânețe de joasă altitudine (Alopecurus pratensis, Sanguisorba officinalis), Mlaștini turboase de tranziție și turbării mișcătoare, Mlaștini împădurite, Păduri aluvionare cu Alnus glutinosa și Fraxinus excelsior (Alno-Padion, Alnion incanae, Salicion albae).
La baza desemnării sitului se află o specie protejată de  mamifere: lupul (Canis lupus).